# Wilfredomys
Wilfredomys är ett släkte av däggdjur med en eller två arter, beroende på taxonomi. Wilfredomys ingår i familjen hamsterartade gnagare.
Kladogram enligt Catalogue of Life:
| Wilfredomys | \| \| Wilfredomys oenax \| \| \| \| \| \| Wilfredomys pictipes \| \| \| \| |
|             | \| \| Wilfredomys oenax \| \| \| \| \| \| Wilfredomys pictipes \| \| \| \| |
|             | Wilfredomys oenax                                                          |
|             |                                                                            |
|             | Wilfredomys pictipes                                                       |
|             |                                                                            |

Enligt Wilson & Reeder (2005) och IUCN ingår bara arten Wilfredomys oenax i släktet. Den andra arten förs däremot till släktet Juliomys och den får då namnet Juliomys pictipes.